# معاملة المثليين في مالي
يواجه الأشخاص من المثليين والمثليات ومزدوجي التوجه الجنسي والمتحولين جنسياً (اختصاراً: LGBT) في مالي تحديات قانونية واجتماعية لا يواجهها غيرهم من المغايرين جنسيا. وفقاً لمركز بيو للأبحاث عام 2007 كانت نسبة 98% من سكان مالي تعتقد بأن المثلية الجنسية طريقة للحياة ينبغي على المجتمع بأن لا يتقبلها، وهذه النسبة هي أعلى نسبة لعدم التقبل في 45 دولة شملها الاستطلاع.

## قانونية النشاط الجنسي المثلي
يعتبر النشاط الجنسي المثلي الخاص، للبالغين، بالتراضي وغير التجاري قانوني في مالي.
تعاقب المادة 179 من قانون العقوبات على أفعال «الفحش العام» بالغرامات والسجن. وقد استخدم هذا في بعض الأحيان ضد المثليين الذين يبشكل حين أن المقدات الثقافية والدينية السائدة لمعظم مواطني مالي، من الناحية القانونية، تعتبر النشاط الجنسي المثلي وأدوار الجنسين غير التقليدية غير أخلاقية.

## الحماية من التمييز
لا توجد قوانين مناهضة للتمييز على أساس التوجه الجنسي والهوية الجندرية لحماية مجتمع المثليين من التحرش والإساءة. كما أن التمييز الاجتماعي واسع الانتشار.

## التبني وتنظيم الأسرة
تحظر المادة 522 من «قانون الأشخاص والعائلة»، الذي أقرته الجمعية الوطنية في 2 كانون الأول/ديسمبر 2011 ثم وقعه رئيس مالي في القانون، على الشركاء المثليين تبني الأطفال.

## ظروف الحياة
قال ديمبلي بنتو كيتا، مدير منظمة لخدمات فيروس نقص المناعة البشرية/الإيدز في مالي تقدم الرعاية الصحية للرجال الذين يمارسون الجنس مع الرجال (MSM)، فإن المجتمع المالي لا يتسامح مع الرجال الذين يمارسون الجنس مع الرجال. «ليس لديهم حقوق وبالتأكيد ليس لهم الحق في المطالبة بتوجهم الجنسي. جميع المعتقدات الثقافية تجاه الرجال الذين يمارسون الجنس مع الرجال تعتبر سلبية». يُجبر الرجال الذين يمارسون الجنس مع الرجال على ممارسة الجنس المغاير أو الممارسات الجنسية السرية التي تعرضهم لخطر الإصابة بالأمراض المنقولة جنسيًا والعدوى بفيروس نقص المناعة البشرية. «الرجال الذين ينجذبون إلى الرجال الآخرين يجبرون على الزواج حتى لا يجلبوا العار للعائلة... لكن لا يزال لديهم رجال شركاء جنسيون [سرا].»
وفقا لتقرير وزارة الخارجية الأمريكية لحقوق الإنسان الصادر عام 2011:

لم تكن هناك منظمات لحقوق مرئية في البلاد. أعاق قانون الجمعيات التي تحظر تكوين الجمعيات «لغرض غير أخلاقي» الارتباط الحر لمنظمات المثليين؛ في عام 2005، استشهد حاكم مقاطعة باماكو آنذاك بهذا القانون لرفض الاعتراف الرسمي لجمعية لحقوق المثليين.

## ملخص
| قانونية النشاط الجنسي المثلي                                                                  | (كان دوما قانوني)                   |
| المساواة في السن القانوني للنشاط الجنسي                                                       | (منذ عام 1961)                      |
| قوانين مكافحة التمييز في التوظيف                                                              | No                                  |
| قوانين مكافحة التمييز في توفير السلع والخدمات                                                 | No                                  |
| قوانين مكافحة التمييز في جميع المجالات الأخرى (تتضمن التمييز غير المباشر، خطاب الكراهية)      | No                                  |
| قوانين مكافحة أشكال التمييز المعنية بالهوية الجندرية                                          | No                                  |
| زواج المثليين                                                                                 | No                                  |
| الاعتراف القانوني بالعلاقات المثلية                                                           | No                                  |
| تبني أحد الشريكين للطفل البيولوجي للشريك الآخر                                                | No                                  |
| التبني المشترك للأزواج المثليين                                                               | No                                  |
| يسمح للمثليين والمثليات ومزدوجي التوجه الجنسي والمتحولين جنسيا بالخدمة علناً في القوات المسلحة | No                                  |
| الحق بتغيير الجنس القانوني                                                                    | No                                  |
| علاج التحويل محظور على القاصرين                                                               | No                                  |
| الحصول على أطفال أنابيب للمثليات                                                              | No                                  |
| الأمومة التلقائية للطفل بعد الولادة                                                           | No                                  |
| تأجير الأرحام التجاري للأزواج المثليين من الذكور                                              | (غير قانوني للأزواج المغايرين كذلك) |
| السماح للرجال الذين مارسوا الجنس الشرجي التبرع بالدم                                          | No                                  |